# Math Jalhaij
Math Jalhaij (Jalhay) (Padang, 27 maart 1921 - Purmerend, 13 juni 2001) was een Nederlands schrijver van Nederlands-Indische afkomst. Jalhaij schreef voornamelijk autobiografisch werk van voor, tijdens en na de Tweede Wereldoorlog in Midden-Java. 
Jalhaij was zoon van een koloniale soldaat uit Limburg en een Javaanse vrouw. Hij groeide op in Gombong, Midden-Java, tussen de blanke, katholieke wereld van zijn vader en de Javaanse wereld van zijn moeder. 
In zijn “Indische trilogie” beschrijft hij zijn jeugdjaren (Tussen blank en bruin: Indo in Nederlands-Indië), zijn ervaringen tijdens de Tweede Wereldoorlog in het anti-Japanse verzet (Jalhaij's kleine oorlog) en zijn ervaringen gedurende de dekolonisatiestrijd (1945-50) (Allen zwijgen).